# Mrčara
Mrčara – bezludna wyspa w Chorwacji, na Morzu Adriatyckim.
Jest położona na zachód od wyspy Lastovo. Zajmuje powierzchnię 1,45 km². Jej wymiary to 2,2 × 1,1 km, a maksymalna wysokość to 123 m n.p.m. Długość linii brzegowej wynosi 7,8 km. W sąsiedztwie wyspy zlokalizowane są łowiska homarów.